# Amedeo Amadei
Amedeo Amadei (ur. 26 lipca 1921 w Frascati, zm. 24 listopada 2013 tamże) – włoski piłkarz występujący na pozycji napastnika. Po zakończeniu kariery zawodniczej został trenerem.
W okresie od 1943 do 1948 był kapitanem AS Roma. Z reprezentacją Włoch, w której w latach 1949–1953 rozegrał 13 meczów i strzelił 7 goli, wystąpił na mistrzostwa świata 1950.
| Sezony    | Klub           | Mecze | Gole |
| --------- | -------------- | ----- | ---- |
| 1936–1938 | AS Roma        | 6     | 1    |
| 1938–1939 | Atalanta BC    | 33    | 4    |
| 1939–1948 | AS Roma        | 210   | 99   |
| 1948–1950 | Inter Mediolan | 70    | 42   |
| 1950–1956 | SSC Napoli     | 171   | 47   |

## Sukcesy piłkarskie
- mistrzostwo Włoch (1942)